# 노진 (고려)
노진(盧稹, 생년 미상 ~ 1376년)은 고려 후기의 관료이다, 본관은 교하(交河)이고 공양왕의 장인이다.

## 생애
아버지 노책이 역모 사건에 연루되어 유배되었으나 노진은 판밀직사사로 임명된다. 공민왕 21년(1372) 11월 판밀직사로 있을 때 명의 수도에 파견된다. 그러나 1376년에 역적으로 몰린 노진은 결국 아들과 함께 처형된다.

## 가계
- 아버지 : 노책(盧頙)
- 어머니 : 미상
  - 부인 : 미상
    - 딸 : 순비 노씨(順妃 盧氏)
    - 외손자 : 정성군(定城君)